# DiR

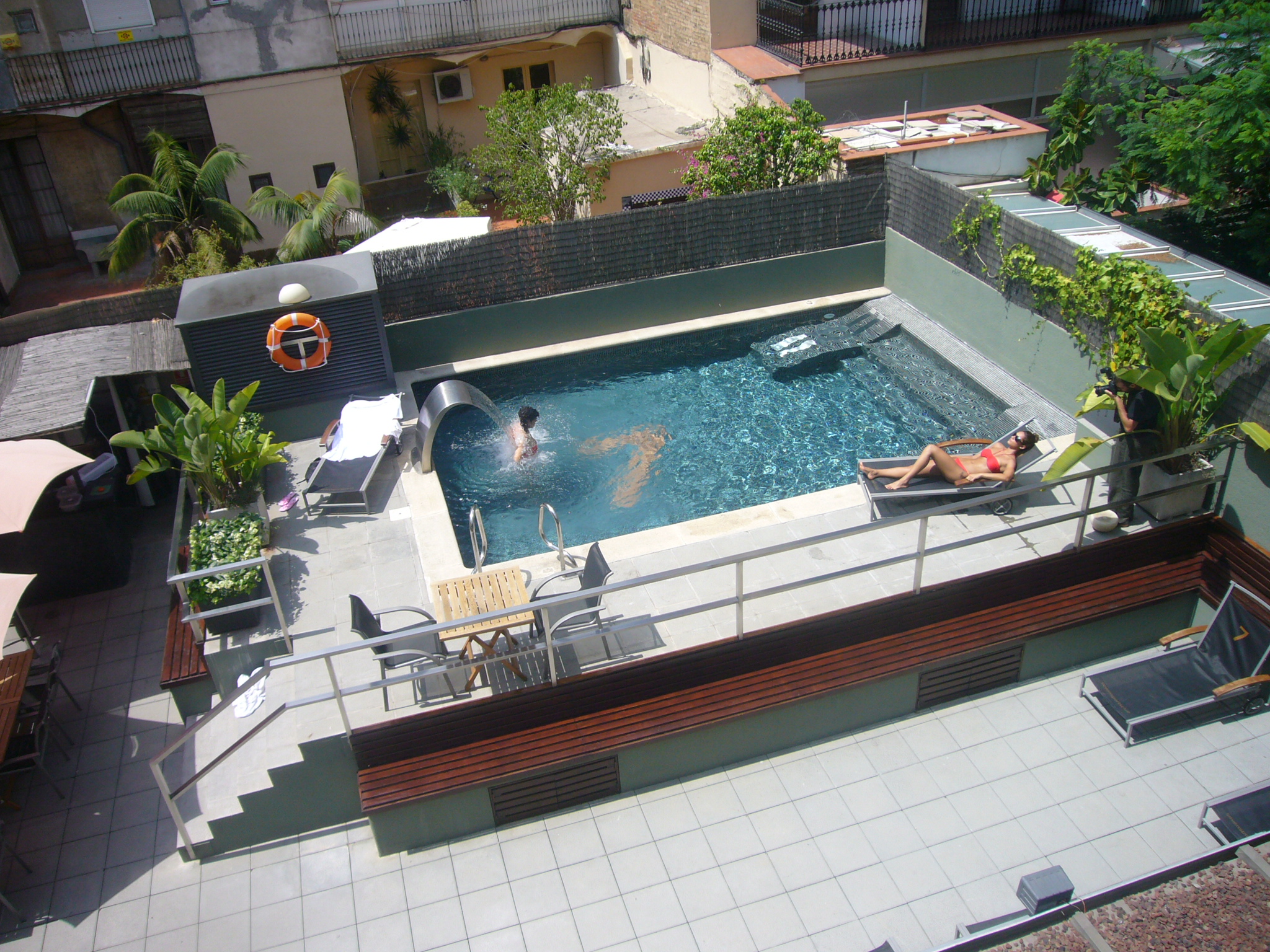
Piscina exterior del DiR Seven, en el Ensanche de Barcelona

El Grup DiR es una franquicia de gimnasios de Barcelona, España. Fue fundada en 1979 por Ramon Canela Piqué. También tiene gimnasios en el vecino municipio de San Cugat del Vallés. Con más de 70.000 socios y 400 empleados, DiR es una de las principales cadenas de gimnasios en Cataluña y de España.
La franquicia  DiR Paradise Mataró va a ser la primera de la cadena que va a realizar un cambio en su sistema de climatización. Una transición ecológica con un 90% menos  de emisiones de efecto invernadero y menor huella de carbono. 

## Historia
El nombre original de la empresa era DyR, siglas de «Deporte y Recreación», que posteriormente se cambió a DiR. El primer gimnasio de la cadena fue el actual DiR Maragall, que se abrió en el barrio del Guinardó en 1979 con el nombre de Sport Met, ocupando la antigua fábrica textil Cuesta Fuente. Ramon Canela i Piqué fundó este primer gimnasio porque en su barrio no  había ningún equipamiento donde fuera posible practicar el deporte individualmente. El año 1983, abrió el segundo gym, el DiR Castillejos, en la antigua fábrica de motos Guzzi de Barcelona.
El 1992 abrió DiR Gracia en la calle Mayor de Gracia. El año 1998 abrió el DiR Diagonal, con 6.500 m² y más de 10.000 m² en verano gracias a su piscina al aire libre. El DiR Diagonal ocupa una parte de los antiguos terrenos de lo que fue el Piscines i Esports, y que fueron totalmente reformados. El año 1999 abrió DiR Club Hispà, en una parte de los terrenos y locales de Club Deportivo Hispano-Francés. Después abrieron el DiR Campus (1999), el DiR Claris (2000) en La Derecha del Ensanche, DiR Ensanche (2001) al pasaje Domingo, DiR Tarragona (2001) en La Izquierda del Ensanche, DiR Sant Cugat (2002), DiR Tres Torres (2003), DiR Avenida Madrid (2003) en Las Corts, y DiR Claret (2005) en Sagrada Familia. Aquel mismo año se inauguró la nueva piscina de DiR Diagonal con una cubierta retráctil para poder practicar actividades acuáticas durante todo el año, con 2.000 m² de playa, seis cascadas de agua, camas de agua, inyectores de natación contra la corriente y hamacas térmicas.
El octubre de 2009, DiR rehabilitó la conocida discoteca Up&Down, conservando la estructura original, para ubicar el centro de fitness DiR Up&Down. El 2010 se inaugura el estudio Yoga One en la calle Tuset. El 2010 también se amplió el centro DiR Seven y el Pilates DiR Studio en el pasaje Domingo. A principios del 2011 se abrió el nuevo centre DiR Tuset.

## Publicidad
DECIR recibió el premio a la Mejor Campaña Publicitaria el 1998 por Made in DiR, una campaña protagonizada por Elsa Anka. El premio fue otorgado por la Asociación Catalana de Gestores Deportivos. La alpinista Araceli Segarra, primera mujer catalana y española que hizo la cumbre del Everest, ha sido imagen del Grupo, así como la campeona de natación sincronizada Gemma Mengual.

## Premios
- Ramon Canela fue elegido Emprendedor del año 2002 en Cataluña, un galardón otorgado por Ernst & Young y el IESE Business School.[7]
- El 2004, la asociación deportiva Brafa, que promociona los valores del deporte, concede el premio Fair play a directivos a Ramon Canela, para promover la práctica del deporte y colaborar con proyectos sociales y de investigación.